# Fülöpszállás
Fülöpszállás este un sat în districtul Kiskőrös, județul Bács-Kiskun, Ungaria, având o populație de 2.301 locuitori (2011). 

## Demografie
Componența etnică a satului Fülöpszállás
     Maghiari (97,89%)
     Romi (1,73%)
     Necunoscut (0,14%)
     Germani (0,23%)
     Alții (0,14%)
Componența confesională a satului Fülöpszállás
     Reformați (38,68%)
     Romano-catolici (34,38%)
     Fără religie (9,21%)
     Necunoscută (16,91%)
     Alte religii (1,83%)
Conform recensământului din 2011, satul Fülöpszállás avea 2.301 locuitori. Din punct de vedere etnic, majoritatea locuitorilor (97,89%) erau maghiari, cu o minoritate de romi (1,73%). Apartenența etnică nu este cunoscută în cazul a 0,14% din locuitori. Nu există o religie majoritară, locuitorii fiind reformați (38,68%), romano-catolici (34,38%) și persoane fără religie (9,21%). Pentru 16,91% din locuitori nu este cunoscută apartenența confesională.